# MANTIS
MANTIS (англ. Modular, Automatic and Network-capable Targeting and Interception System — модульна автоматична і мережева система наведення і перехоплення), нім. Nächstbereichschutzsystem MANTIS — зенітний артилерійський комплекс ближнього радіуса дії (англ. Short Range Air Defense, скорочено SHORAD) виробництва компанії Rheinmetall Defence. Колишня назва: NBS C-RAM.
MANTIS призначена для захисту військових і стратегічних об'єктів цивільної інфраструктури від маловисотних повітряних загроз, у тому числі пілотованих і безпілотних літальних апаратів.
NBS MANTIS ближнього радіусу дії здатна виявити, відстежити і збити снаряди на близькій відстані від об'єкта, що охороняється.
У майбутньому MANTIS також стане важливою складовою частиною комплексної системи ППО Бундесверу Sys Fla. Комплекси MANTIS повністю інтегруються з системами управління, що знаходяться на озброєнні в німецьких збройних силах.

## Історія
Бундесвер не володів системою C-RAM для перехоплення невеликих атакувальних боєприпасів. Німецькі військові бази у Мазар-і-Шаріфі Кундузі неодноразово зазнавали вогневих нападів з боку повстанців. Концепт зенітного-артилерійського комплексу, що отримав назву Skyshield і міг вирішувати завдання C-RAM, був успішно випробуваний у березні 2007 р. Бундесвером на полігоні навчального центру ППО сухопутних військ поблизу Тодендорф.
У розробці Skyshield брав участь консорціум компаній Rheinmetall Air Defence, MBDA та KMW. Результати випробувань засвідчили ймовірність ураження мін у польоті 0.7. За результатами випробувань Бундесвер звернувся до Rheinmetall Air Defence з проханням розробити на основі Skyshield систему ППО ближнього радіусу дії NBS C-RAM. Сума контракту на розробку склала 48 мільйонів євро.
NBS MANTIS була спеціально розроблена для захисту передових баз німецької армії, розміщених в Афганістані. Раніше відома як NBS C-RAM (проти ракет, артилерійських і мінометних снарядів), 35-міліметрова, повністю автоматизована система ППО була розроблена компанією Rheinmetall Air Defence (Rheinmetall) протягом 12 місяців за завданням Німецького Федерального Відомства Оборонних Технологій і Закупівель (German Federal Office of Defence Technology and Procurement) і була успішно випробувана в умовах максимально наближених до бойових у Туреччині влітку 2008-го року. Згідно з початковим планом, система повинна була надійти на озброєння у 2010-му році і повинна була бути розгорнута в Афганістані у 2011-му році. Другу систему Німеччина планувала використовувати для навчання особового складу і подальшої модернізації.

## Опис системи
Система C-RAM NBS MANTIS оснащена 35-міліметровими автоматичними гарматами, двома блоками давачів і центральною наземною командною станцією. Сенсорна система складається з радара, ефекторів і оптико-електронних давачів, встановлених по охоронному периметру бази. До двох блоків давачів можливе підключення до 8 гармат GDF 020 (до 4 гармат на один блок сенсорів). Система MANTIS повністю автоматизована і працює цілодобово без перерв.
Радар системи здатний виявляти атакуючі боєприпаси з відстані від трьох кілометрів. Система автоматично відкриває вогонь по цілі, вражаючи її у розрахунковій точці траєкторії польоту. Система NBS MANTIS заснована на зенітній установці Skyshield компанії Rheinmetall. Установка Skyshield являє собою модульну наземну систему протиповітряної оборони малої дальності (SHORAD). Скорострільність системи становить близько 1000 пострілів на хвилину.
Гармата програмується на стрільбу згідно з конкретним завданням. Використовуються боєприпаси повітряного вибуху (англ. air burst advanced hit efficiency and destruction, AHEAD) розроблені компанією Rheinmetall Weapons and Munitions. Кожен снаряд містить 152 вольфрамових вражаючих елементів вагою 3.3 грама кожен.
Скорострільна 35-міліметрової гармата револьверного типу з боєприпасами повітряного вибуху AHEAD може бути інтегрована у кілька систем ППО. Ці гармати успішно використовуються силами НАТО з 1996-го року, зокрема в ЗСУ Skyranger і корабельному ЗАК Millennium MDG-3. Гармата MANTIS стріляє чергою з 24-х снарядів.
Снаряди програмуються на підрив через визначений момент часу через розміщену на стволі електромагнітну котушку індуктивності. Вольфрамові вражаючі елементи утворюють конусоподібну хмару на траєкторії польоту атакованої цілі. Час відгуку системи від виявлення цілі і до її обстрілу становить 4,5 секунди. В залежності від вимог, система може мати у розпорядженні до восьми наземних артилерійських установок GDF 020. Дві системи можуть працювати разом, доповнюючи одна одну. Переключення з однієї цілі на іншу займає близько 3-4 секунд. Система управління MANTIS також здатна відстежувати місце розташування джерела вогню і передбачуване місце падіння атакуючого боєприпасу.
MANTIS має модульну конструкцію, що дає можливість модернізації і розширення системи у майбутньому. За даними Rheinmetall, на додаток до своєї нинішньої, 35-міліметрової гармати, у майбутньому система буде оснащена додатковими вражаючими засобами, такими як зенітні ракети 
LFK NG або високоенергетичні лазери. MANTIS з лазерною системою ураження була продемонстрована в 2011 році.

## Застосування

### Німецький контингент ISAF
Попри початкові плани використання системи для захисту військових баз в Афганістані, було вирішено відмовитись від поставки систем. Причиною було названо пониження рівня загрози, а також неготовність системи до використання в бойових умовах.

## Оператори
- Німеччина: 12 артилерійських установок (дві батареї по шість), станом на 2021 рік

### Німеччина
ВПС Німеччини взяли на озброєння першу батарею 35-міліметрового калібру. Офіційна церемонія відбулася 26 листопада 2012-го року на німецькій військовій базі Husum — місце базування Першої протиповітряної батареї в складі Першого зенітно-ракетного дивізіону «Schleswig-Holstein» Люфтваффе. Батарея складається з шести наземних артилерійських установок, двох станцій системи управління вогнем і командного пункту.
Вартість системи MANTIS склала близько € 150 мільйонів. Контракт на поставку двох систем коштував Бундесверу €110.8 мільйони, ще €20 мільйонів було виділено на навчання та документування системи. Також було підписано додатковий контракт на €13.4 мільйони з Rheinmetall на поставку набоїв.
Бундесвер отримав першу систему MANTIS 1 січня 2011.

### Словаччина
В грудні 2022 року під час візиту до країни міністр оборони Німеччини Крістін Ламбрехт оголосила про рішення передати Словаччині дві батареї MANTIS з наявності Бундесверу. Ці установки прикриватимуть пункти технічного обслуговування та ремонту переданої Німеччиною Україні важкої техніки.
Відповідний наказ начальник німецького генерального штабу отримав на початку лютого 2023 року. Невдовзі мало розпочатись навчання словацьких військових.